# Emil Kaler-Reinthal
Emil Kaler-Reinthal (* 27. Juni 1850 in Wien; † 22. Februar 1897 in Innsbruck) war ein österreichischer Sozialethiker und Arbeiterführer.

## Leben
Er wurde als nichtehelicher Sohn der Wilhelmine von Kaler zu Lanzenheim (1824–1906) und des Andreas Luckmann (?–1852), Postbeamter, geboren. Von 1870 bis 1885 studierte er – mit Unterbrechungen – an den Universitäten Graz, Wien, Zürich und Basel die Fächer Philosophie, Geschichte und Philologie. Anschließend wurde er zum Doktor der Philosophie (Thema: „Die Ethik des Utilitarismus“) promoviert.
Zunächst (von 1871 bis 1872) war er Vortragender des Wiener Arbeiter-Bildungsvereins und Redakteur der Wochenzeitschrift „Die Glocke“, Wien. Vom 15. bis 17. Juni 1872 nahm er am ersten allgemeinen deutschen Gewerkschaftskongress in Erfurt teil. Danach (von 1873 bis 1875) lebte er im deutschen Exil, nachdem er in Österreich wegen „Aufreizung“ verurteilt worden war. In dieser Zeit war er Redakteur der „Nordhäuser Zeitung“. Von 1875 bis 1877 gehörte er der Redaktion der „Gleichheit“, Wien, an; darüber hinaus war er Führungsmitglied der Arbeiterpartei. 1878 und 1879 war er als Schriftleiter des Zentralorgans „Der Sozialist“, Wien, tätig. Danach (von 1879 bis 1880) war er wegen Majestätsbeleidigung inhaftiert. Ab 1881 arbeitete er als freier Mitarbeiter der „Wahrheit“, Wien. Von 1882 bis 1887 hielt er sich in der Schweiz auf; er war Redakteur der Parteiorgane „Der Sozialdemokrat“, Zürich, und „Bürgerzeitung“, Hamburg.
1887 wurde seine Abhandlung „Wilhelm Weitling. Seine Agitation und Lehre im geschichtlichen Zusammenhange dargestellt“ in der Reihe „Sozialdemokratische Bibliothek“ veröffentlicht. Im selben Jahr trat er aus der Arbeiterpartei aus. Von 1887 bis 1889 war er für diverse Zeitungen und Zeitschriften (u. a. „Deutsche Worte“, Wien) tätig. Am 3. Januar 1889 schrieb er einen Abschiedsbrief an Victor Adler. Dieser markiert den Bruch mit der – nunmehr auch in Österreich auf Marx und Engels ausgerichteten – Sozialdemokratie. Ebenfalls 1889 wurde Kaler-Reinthals Schrift „Die Moral der Zukunft“ veröffentlicht. Von 1889 bis 1890 war Kaler-Reinthal Redakteur der „Deutschen Volkszeitung“, Reichenberg, von 1890 bis 1895 der „Deutschen Zeitung“, Wien, von 1895 bis 1897 des „Tiroler Tagblatts“, Innsbruck. Am 22. Februar 1897 starb er durch Freitod in Innsbruck.

## Werke
- Der Zeitgeist. Eine Skizze. Charles Ahrens, Chicago 1873.
  - Der Zeitgeist. Eine Skizze. 2., unveränd. Aufl., Verlag der Volksbuchhandlung, Zürich 1876. 3. Auf. Universität Hamburg
  - Der Zeitgeist. Eine Skizze. German Cooperative Publishing Co., London 1890.
- Die Fabrikinspektoren. In: Die Neue Zeit. Revue des geistigen und öffentlichen Lebens. 2. Jg. (1884), Heft 7, S. 321–324. Digitalisat FES
- Ueber das Wesen der Moral. In: Die Neue Zeit. Revue des geistigen und öffentlichen Lebens. 3 Jg. (1885), Heft 6, S. 261–271. Digitalisat FES
- Die Ethik des Utilitarismus. L. Voss, Hamburg und Leipzig 1885. (Inaug.-Diss. Basel 1885) BSB-Katalog
- Eine Physiologie des Rechts. In: Die Neue Zeit. Revue des geistigen und öffentlichen Lebens. 4. Jg. (1886), Heft 9, S. 405–410. Digitalisat FES
- Ergebnisse der preußischen Criminalstatistik. In: Deutsche Worte. Monatshefte. Hrsg. von Engelbert Pernerstorfer. 6. Jg. Heft 6, Wien 1886.
- Konrad Deubler der Bauernphilosoph. In: Deutsche Worte. Monatshefte. Hrsg. von Engelbert Pernerstorfer. 7. Jg. Heft 3, Wien 1887.
- Die englischen Arbeiterverbände im Lichte der Baernreitherschen Darstellung. In:  Deutsche Worte. Monatshefte. Hrsg. von Engelbert Pernerstorfer. 6. Jg. Wien 1887, Heft 12.
- Wilhelm Weitling. Seine Agitation und Lehre in geschichtlichen Zusammenhange dargestellt. Volksbuchhandlung, Hottingen-Zürich 1887. (=Sozialdemokratische Bibliothek. XI) HathiTrust Digital Library[1]
- (Rezension): Moriz Ertl. Das österreichische Unfallversicherungs-Gesetz. In: Archiv für soziale Gesetzgebung und Statistik hrsg. von Heinrich Braun. Lippe, Tübingen 1887, S. 365–366
- Die Moral der Zukunft. Eine populäre Grundlegung derselben. Verlag der „Deutschen Worte“, Wien 1889.
- Ueber Barock. Drei Vorträge. Köhler, Wien 1889.
- Der internationale Socialisten-Congreß. In: Deutsche Zeitung. Wien. Nr. 7057, 25. August 1891. Morgenausgabe. S. 1, Sp. 1 bis S. 2, Sp. 1.
- Hrsg.: Agitationsbuch für liberale Redner. Buchverlag der „Hilfe“, Berlin 1906.